# Dielitzia
Dielitzia é um género botânico pertencente à família Asteraceae. A sua única espécie é Dielitzia tysonii, sendo originária da Austrália.
Dielitzia tysonii foi descrita por Philip Sydney Short e publicada em Muelleria 7(1): 105. 1989.
Trata-se de um género reconhecido pelo sistema de classificação filogenética Angiosperm Phylogeny Website.

## Descrição
É uma planta herbácea rasteira e anual, com flores de cor amarela, que floresce desde Agosto até Outubro em solos argilosos e de areias argilosas. Ocorre em locais com afloramentos ferrosos, em planícies de inundação, bancos de arena de rios, ena Austrália Ocidental.